# Ben Nijboer

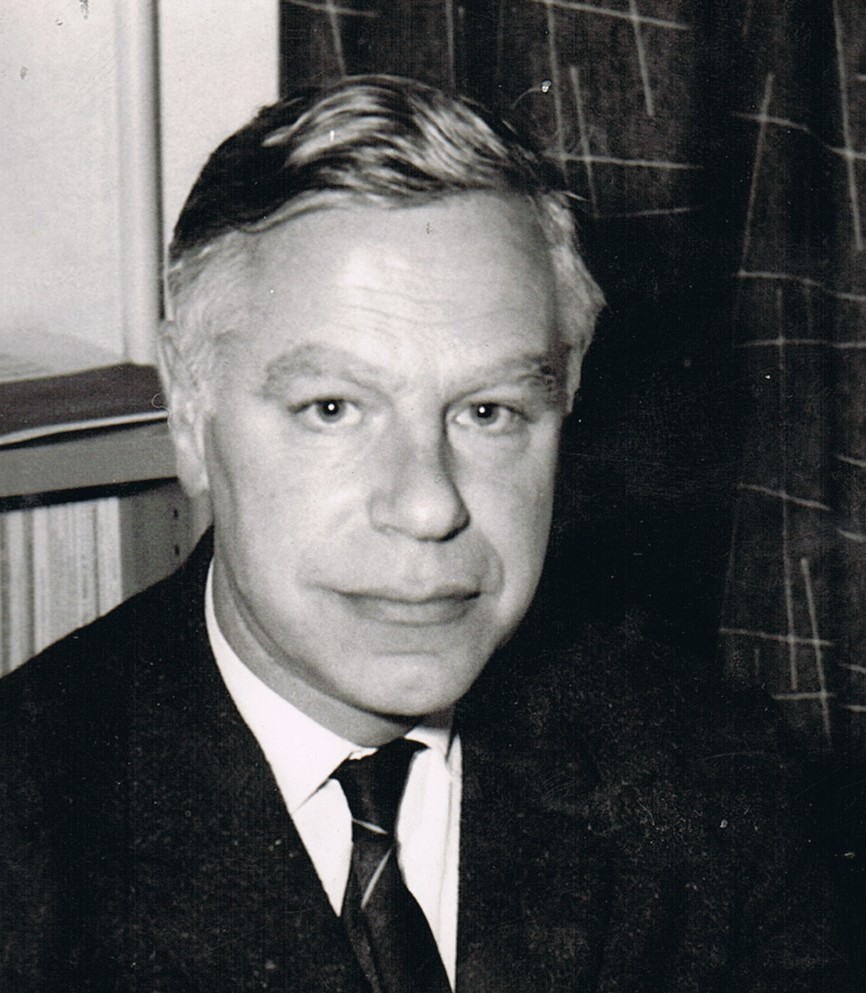
Ben Nijboer in 1969

Bernard Roelof Andries  Nijboer (Meppel, 30 september 1915 – Utrecht, 25 januari 1999) was een Nederlands theoretisch natuurkundige en hoogleraar aan het Instituut voor Theoretische Natuurkunde van de Universiteit Utrecht van 1956 tot 1984. Hij was voornamelijk actief op het gebied van de optica en de vastestoffysica.

## Biografie
Ben Nijboer werd geboren als oudste zoon van Roelof Nijboer en Janna Klamer. Hij groeide op in Groningen en bezocht daar de Rijks H.B.S, waar hij wiskunde kreeg van de latere Delftse hoogleraar Dr. O. Bottema.

In 1932 schreef hij zich als zestienjarige in als student in de wis- en natuurkunde aan de Rijksuniversiteit Groningen en koos na zijn kandidaatsexamen theoretische natuurkunde als hoofdvak. Zijn leermeesters waren de latere Nobelprijswinnaar Frits Zernike, dr. H.C. Brinkman  en dr. R. Kronig. In 1937 studeerde hij cum laude af.

Op 16 augustus 1941 trouwde hij in Vries met Ali Wildeman (1913-2017). Uit hun huwelijk werden drie dochters geboren.

## Werk en onderzoek
Na zijn doctoraal examen in 1937 bracht Ben Nijboer met behulp van een studiebeurs een jaar door in Bristol, Engeland bij de latere Nobelprijswinnaar Nevill Mott. Daar hield hij zich bezig met een probleem rond halfgeleiders, naar eigen zeggen "zonder veel enthousiasme". Hij kwam er in contact met geëmigreerde Joodse fysici uit Duitsland, zoals Herbert Fröhlich, Heinz London en Walter Heitler. Hij publiceerde in 1937 zijn eerste artikel (met C.J. Bouwkamp) in Physica: Bemerkungen über Feldstarkeabhängigkeit der dialektrischen Konstante und Kerneffekt.

Bij terugkeer uit Engeland werd hij opgeroepen voor militaire dienst, die met een extra jaar verlengd werd door de mobilisatie. Zijn diensttijd eindigde met de demobilisatie in mei 1940. 

Zijn eerste betaalde baan kreeg hij in Groningen als tijdelijke invaller voor een leraar, die door de krijgsraad tot drie maanden gevangenschap was veroordeeld omdat hij zich aan de Duitsers had overgegeven vóór zijn laatste kogel verschoten was.

##### Promotieonderzoek
In de zomer van 1940 werd hij assistent van prof. Zernike aan de universiteit van Groningen. In het kader van zijn promotieonderzoek bestudeerde hij een probleem in de theoretische optica: de optische beeldvorming in een microscoop. Het probleem daarbij is om het effect van diffractie in rekening te brengen, in combinatie met de geometrische beeldfouten veroorzaakt doordat de lens niet ideaal is. Zijn leermeester Zernike had een rekenmethode ontwikkeld voor het geval van sferische aberratie en Nijboer slaagde erin die uit te breiden voor astigmatisme en coma. Het resultaat staat bekend als de Nijboer-Zernike theorie. In 1942 promoveerde hij op dit werk in zijn proefschrift The diffraction theory of aberrations. 

Aan het begin van de eenentwintigste eeuw kwam de theorie opnieuw in de belangstelling door de vorderingen in de chiplithografie. In 2002, zestig jaar na Nijboers proefschrift, werd zijn onderzoek voortgezet in de Extended NijboerZernike (ENZ) Analysis & Aberration Retrieval door onderzoekers van het Philips Natuurkundig Laboratorium in Eindhoven en de TU Delft.

##### Werk in Princeton
Een Fulbright-beurs stelde hem in 1949 in staat een jaar in Princeton, New Jersey, (U.S.A.) aan het Institute for Advanced Study te werken. Hij verbleef daar van 1 september 1949 tot 1 juni 1950 en ontmoette o.a. Albert Einstein, Robert Oppenheimer, John von Neumann, Bram Pais, Rudolf Peierls en Freeman Dyson. 

Hij werkte daar samen met George Placzek en Léon Van Hove aan de theorie van de neutronverstrooiing. Die was belangrijk geworden doordat de kernreactoren, dankzij hun grote productie van neutronen, een nieuwe mogelijkheid hadden opgeleverd voor het onderzoek van de vaste stof en van vloeistoffen, waaruit meer informatie geput kon worden dan uit de röntgenverstrooiing. Een röntgenfoto is een momentopname van de positie van de atomen, terwijl neutronenverstrooiing informatie geeft over hun bewegingen. Om deze informatie te kunnen interpreteren was een theorie nodig. Die werd door Placzek, Van Hove en Nijboer ontwikkeld. Sedertdien is deze de basis van dit gehele onderzoeksgebied.

##### Lector en hoogleraar in Utrecht
In 1950 werd hij aan de Rijksuniversiteit Utrecht benoemd als lector, met als speciale taak om natuurkundeonderwijs aan scheikundestudenten te verzorgen.
In 1955 deed hij een half jaar onderzoek op het Niels Bohr-instituut in Kopenhagen. 

Op 27 mei 1955 werd hij in Utrecht tot hoogleraar in de theoretische natuurkunde benoemd. Zijn inaugurele rede was getiteld: Electronen en nucleonen, de bouwstenen der materie. Zijn naaste collega’s waren Léon Van Hove en Nico van Kampen. In 1961 vertrok Van Hove naar de CERN in Geneve en werd Ben Nijboer zijn opvolger als 'hoogleraar-beheerder' van het instituut voor theoretische fysica.

In 1964-1965 werkte hij een jaar bij het Argonne National Laboratory in Chicago (U.S.A.). 

Tezamen met zijn promovendi heeft Ben Nijboer zich met een aantal onderwerpen beziggehouden: verschillende aspecten van de bouw van kristallen met F.W. de Wette en J.J.J. Kokkedee, de theorie van de Van der Waals-attractie met M.J. Renne en K. Schram.

Op 1 augustus 1984 nam hij op 68-jarige leeftijd afscheid van de universiteit. Tussen 1937 en 1988 heeft hij 54 wetenschappelijke artikelen gepubliceerd. In 1988 publiceerde hij in het Journal of Statistical Physics zijn laatste (met Th.W. Ruygrok), getiteld: On the energy per particle in three- and four-dimensional Wigner lattices.

## Nevenactiviteiten
Ben Nijboer was hoofdredacteur van het Nederlands Tijdschrift voor Natuurkunde (toen nog een wetenschappelijk maandblad) en bestuurslid van het Verbond van Wetenschappelijke Onderzoekers. 

Ook was hij een actief deelnemer aan de internationale Pugwash-beweging. Deze beweging van wetenschapsmensen is in 1955 begonnen op initiatief van de Britse filosoof Bertrand Russell, in reactie op de ontwikkeling van atoomwapens en de wapenwedloop. In 1958 nam Ben Nijboer deel aan de derde Pugwash-conferentie in Wenen; hij verspreidde in Nederland het gedachtegoed middels lezingen en artikelen.